# Basilica di Santa Pudenziana
La basilica di Santa Pudenziana è un luogo di culto cattolico di Roma, situato in via Urbana (l'antico vicus Patricius) nel rione Monti.
Risalente al V secolo, dedicata a santa Pudenziana, sorella di santa Prassede e figlia del senatore romano Pudente; è la chiesa nazionale dei filippini e sede del titolo cardinalizio omonimo.

## Storia
Per secoli si è ritenuto che questa fosse la più antica chiesa cristiana di Roma: la chiesa sarebbe stata costruita sulla domus del senatore Pudente, che si trova nove metri sotto la basilica. Pudente, con le sue due figlie Pudenziana e Prassede, sarebbe stato convertito dall'apostolo Pietro che avrebbe dimorato sette anni nell'abitazione dell'amico.
Origine e datazione della chiesa, pur antichissima, sono ancora in discussione. I lavori di restauro, eseguiti negli anni quaranta, portarono a conclusioni diverse rispetto alla versione tradizionale: le strutture della chiesa farebbero parte delle Terme di Novato del II secolo, un secolo dopo l'arrivo di Pietro, e la trasformazione delle terme in una chiesa sarebbe avvenuta alla fine del IV secolo, sotto il pontificato di papa Siricio, quando la chiesa viene dotata anche di un portico. Studi recenti, al contrario, sostengono che l'ubicazione in un edificio termale è da ritenersi infondata poiché non sono stati trovati bacini, condotti acquiferi e soprattutto vasche, manufatti tipici di un edificio di quel genere. Negli atti del sinodo del 499, la chiesa appartiene al titulus Pudentis. Il nome di Pudenziana è attestato nel Martyrologium Hieronymianum nel giorno 19 maggio e nel catalogo del cimitero di Priscilla ove la santa è sepolta assieme alla sorella Prassede.
Alcune modifiche furono approntate sotto il pontificato di Innocenzo III all'inizio del Duecento, quando venne realizzato all'interno  l'altare maggiore ed il recinto presbiteriale e all'esterno il campanile, per la costruzione del quale fu chiuso un vano della navata laterale sinistra.
Il corpo della basilica è in gran parte frutto dei lavori di ristrutturazione affidati a Francesco Capriani detto il Volterra dal cardinale Enrico Caetani titolare della chiesa tra il 1586 e il 1599 all'indomani dell'assunzione del titolo. Le capriate furono sostituite da volte, il coro duecentesco fu rimosso, e vengono realizzati pilastri che dividono lo spazio originariamente unico in tre navate. I lavori, che compresero la demolizione del portico esterno, furono completati nel 1588.
Lorenzo Litta, cardinale titolare della chiesa dal 1801 al 1814, nel 1803 fece trasferire i resti di Santa Pudenziana da un sacello della navata sinistra all'altare maggiore. Conseguentemente, tra 1802 e 1803 aveva promosso la ristrutturazione e una nuova decorazione del presbiterio e dell'altare maggiore.

## Descrizione

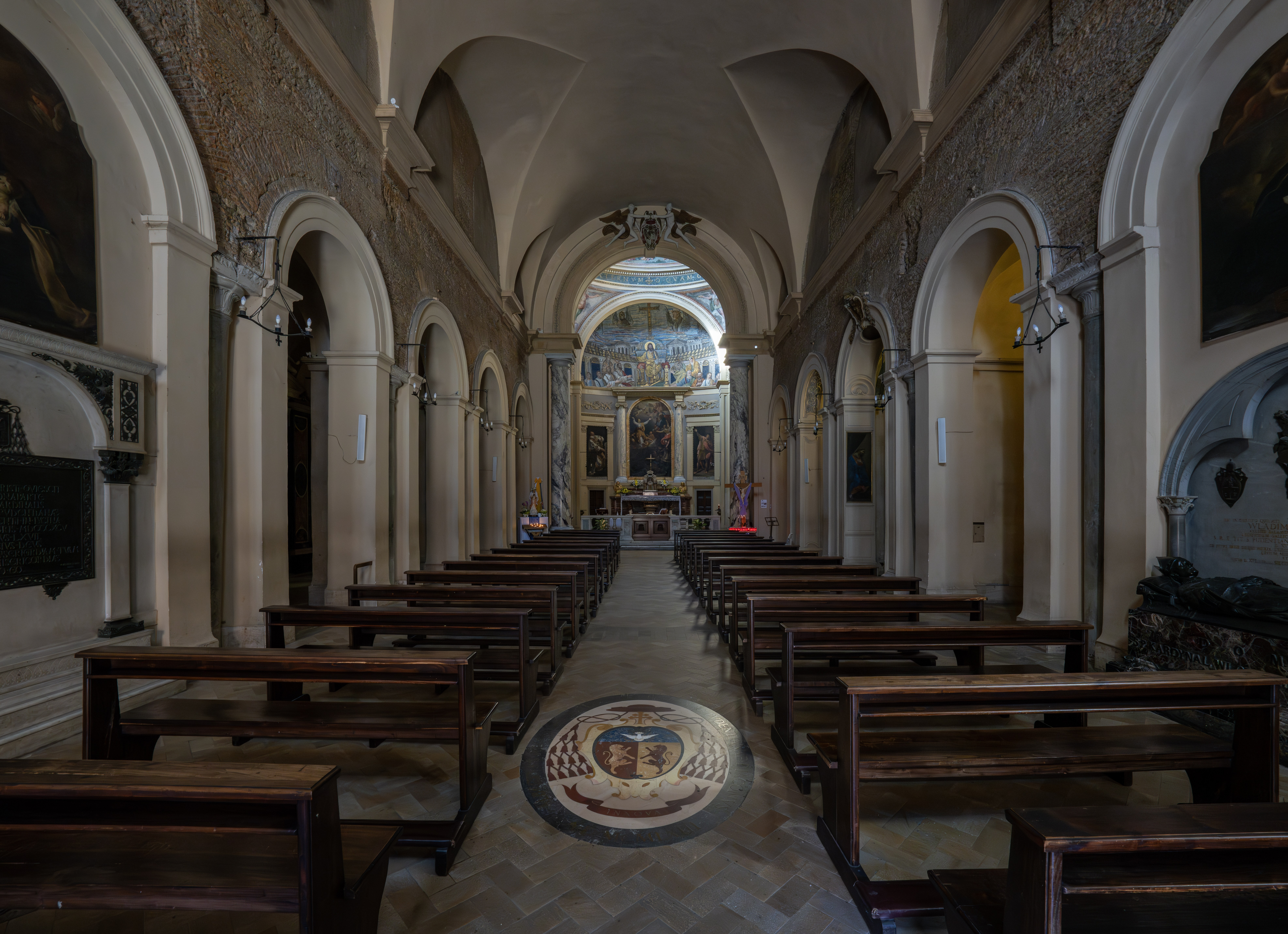
Interno

La facciata fu restaurata nel 1870 per volontà del cardinale titolare Lucien-Louis-Joseph-Napoléon Bonaparte, nipote di Napoleone. Al centro in basso è il portale timpanato risalente al periodo del Cardinale Caetani (1586 - 88), in cui è reimpiegato, sotto il timpano, un fregio romanico con motivi floreali e fitomorfi con San Pastore, Santa Pudenziana, l'Agnus Dei, Santa Prassede e San Pudente entro clipei, proveniente dal precedente portale.
Sul fianco sinistro è il campanile duecentesco a cinque ordini, che presenta loggette, trifore e dischi di marmi policromi.
L'interno a tre navate ha l'aspetto assunto durante la ristrutturazione voluta nel 1588 dal cardinale Enrico Caetani su progetto di Francesco Capriani detto il Volterra.
La seconda cappella a destra, dedicata alla Madonna della Misericordia, contiene all'altare un dipinto cinquecentesco anonimo raffigurante la Madonna della Misericordia. Le tele ai lati rappresentano la Natività di Maria e la Natività di Gesù e sono state dipinte da Lazzaro Baldi nel 1690, su commissione di Bartolomeo Ansidei. Il Baldi è autore anche dell'affresco con l'Annunciazione e delle lunette raffiguranti il Profeta Geremia e la Sibilla eritrea.
Nell'interno vi sono opere anche di Giovanni Battista Della Porta che eseguì la statua di Cristo consegna le chiavi del cielo a San Pietro e di Achille Tamburini (Crocefisso di bronzo).

### Presbiterio
La navata termina nel presbiterio sormontato dalla cupola, sempre del Capriani, affrescata nel 1587 da Niccolò Circignani con Angeli e Santi intorno a Cristo benedicente e, all’imposta della cupola, i Santi Paolo, Pietro e Pudente. L'affresco mostra un superamento della manieristica divisione in scomparti e dei riquadri a favore di una sua estensione per l'intera superficie della cupola, forse allo scopo di dilatarne illusoriamente le dimensioni. Il carattere arcaizzante, massimo nel busto iconico del Cristo, cerca l'accordo con il mosaico paleocristiano sottostante. Alcuni elementi compositivi ricordano l'esempio del Correggio ma dal modello non viene ripresa la naturalezza delle figure. La compostezza e la saldezza plastica e volumetrica di queste rimangono infatti manieriste. Sulla cantoria a sinistra si trova l'organo a canne, a trasmissione elettrica con 17 registri su due manuali e pedale, costruito nel 1955 dai Fratelli Ruffatti.
L'abside sotto il mosaico si presenta nelle forme neoclassiche datele nella ristrutturazione attuata tra 1802 e 1803 voluta dal Cardinale Lorenzo Litta sotto la direzione di Raffaele Stern, al fine di trasferire le spoglie di Santa Pudenziana al nuovo altare maggiore. Esso è ornato dalla pala d'altare di Bernardino Nocchi raffigurante Santa Prassede e San Pastore che raccolgono con la spugna il sangue di un martire decapitato e la Gloria di Santa Pudenziana. La tela, commissionata dal Cardinale Litta nel 1803 in sostituzione di quella già in loco dedicata ai SS. Benedetto e Bernardo al pittore lucchese forse su suggerimento di Antonio Canova, suo estimatore, e realizzata nello stesso anno, mostra un neoclassicismo di ispirazione secentesca, soprattutto reniana. Anche le due tele laterali con San Timoteo e San Novato furono eseguite dal Nocchi, nello stesso anno.

### Mosaico delCristo con gli Apostoli

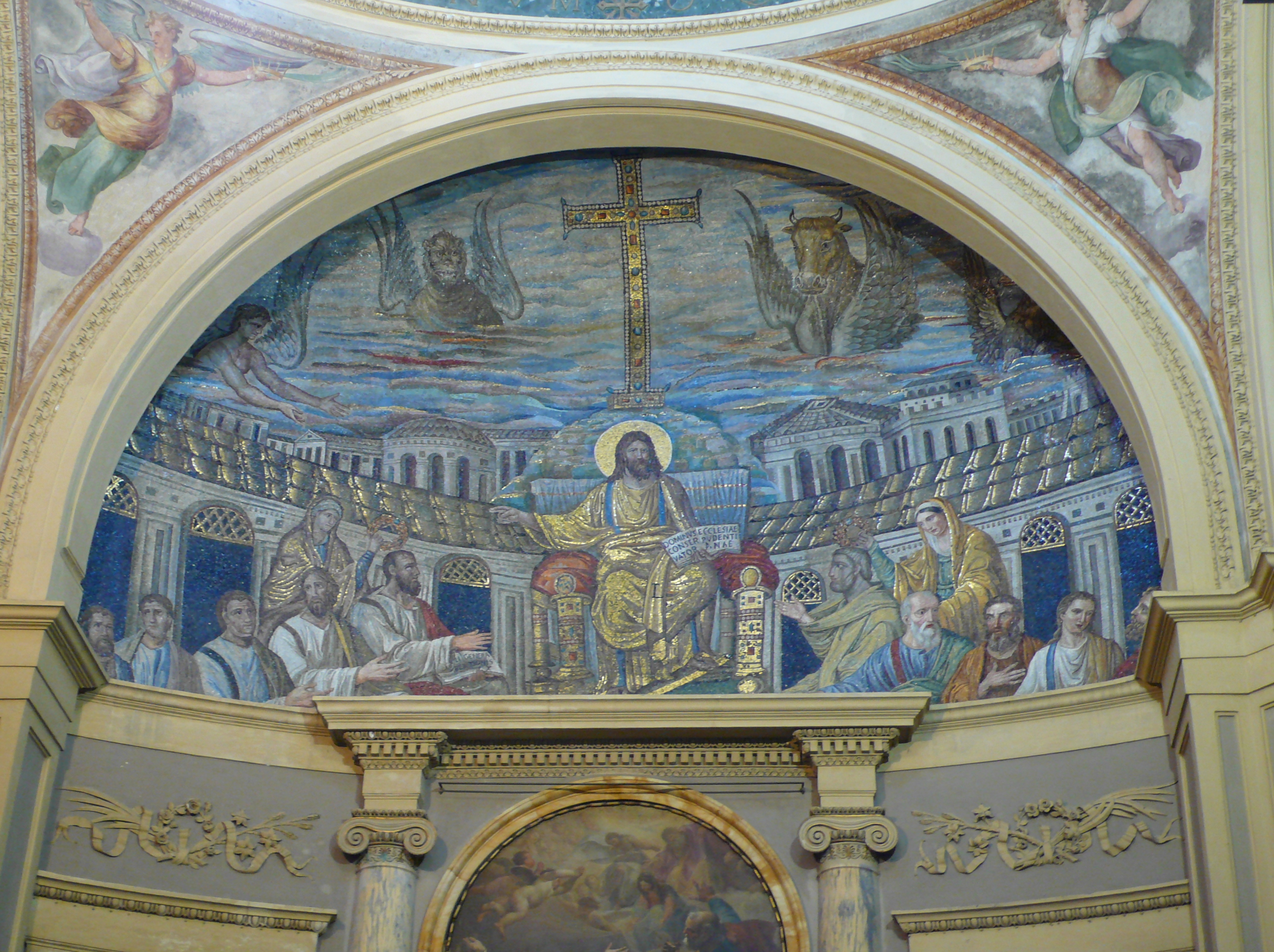
Il mosaico dell'abside

Il mosaico dell'abside, raffigurante il Messia (Cristo) circondato dagli Apostoli, risale a circa il 390 ma non è il più antico mosaico absidale di Roma sopravvissuto, primato che spetta a quelli delle due absidi di Santa Costanza (360). Una parte del mosaico fu distrutta durante i lavori di ristrutturazione di Francesco Capriani detto il Volterra, che sacrificarono parte della zona inferiore intaccando le figure di alcuni apostoli, e forse un Agnus Dei riportato da alcuni disegni cinquecenteschi.
Nel mosaico è rappresentato il Messia o Cristo in trono circondato dagli apostoli (ne sono rimasti dieci, gli altri probabilmente sono scomparsi con le ristrutturazioni cinquecentesche) e da due donne la cui identità è ancora controversa. Per alcuni potrebbero essere Santa Pudenziana e Santa Prassede, le due figlie di Pudente, ma più verosimilmente rappresentano in modo allegorico la Chiesa nata dall'ebraismo (Ecclesia ex circumcisione) che incorona Pietro, apostolo nella Chiesa che proviene dal mondo ebraico e la Chiesa nata dal paganesimo (Ecclesia ex gentibus) che incorona Paolo, apostolo tra i gentili. 
Solo la figura del Cristo ha l'aureola, e tiene in mano un libro aperto, sul quale campeggia l'iscrizione DOMINUS CONSERVATOR ECCLESIAE PUDENTIANAE.
Le figure si stagliano davanti a un'esedra porticata, dietro la quale si intravede il profilo di una città, che potrebbe essere identificata con Gerusalemme, di cui si intravederebbero le chiese costruite da Costantino I. Questa interpretazione è resa plausibile dalla presenza, al centro del mosaico, di una croce ricoperta di gemme che, secondo la tradizione, sarebbe stata fatta erigere dall'imperatore Teodosio II, nel 416 sul Calvario, in ricordo probabilmente di una miracolosa apparizione della croce. Accanto alla Croce svettano in un cielo animato da nuvolette rosacee e azzurre i quattro Viventi dell'Apocalisse (l'angelo, il bue, il leone e l'aquila), una delle più antiche rappresentazioni del Tetramorfo giunte sino a noi in sede monumentale.
Discusso è il significato che il maestro di questo mosaico, artista di grande fantasia e potenza comunicativa, ha voluto offrire assemblando tanti simboli ed elementi iconografici. Prevale certamente un significato legato al Cristo-docente, o al Cristo-filosofo, se non al Cristo-re, arguibile da un confronto con l'iconografia del tempo. Probabile che, stante anche l'ordine dei quattro simboli del Tetramorfo, la mente iconografica che ha elaborato questo mosaico fosse legata ai circoli culturali che si muovevano intorno a San Girolamo: l'ordine dei quattro Viventi è infatti quello che compare nel commento di San Girolamo a Origene, che a sua volta commentava la profezia di Ezechiele. In generale è comunque evidente l'allusione al Cristo come fonte di Salvezza, in relazione alla Seconda venuta (il Tetramorfo) e alla protezione accordata alla chiesa sorta sulla domus di Pudente.

### Cappella Caetani
Nella navata sinistra si apre la Cappella Caetani, fastoso ambiente progettato nel 1588 da Francesco Capriani detto il Volterra per il cardinale Enrico Caetani sul luogo dell'oratorio di San Pastore, primo ambiente del complesso dedicato al culto cristiano. La cappella, destinata alle sepolture familiari, fu completata nel 1593. Subito dopo viene decorata la volta con stucchi eseguiti dal trentino Stefano Fuccari, affiancato da un certo "Ambrogio milanese", probabilmente il Buonvicino, e da mosaici con l'Eterno benedicente affiancato da angeli, Evangelisti con i loro simboli, eseguiti da Paolo Rossetti su cartoni di Cristoforo Roncalli e terminati nel 1595, che richiamano il mosaico absidale e ben si accordano con il loro fulgore alla magnificenza della cappella. La lunetta al di sopra dell'ingresso, anch'essa in mosaico, rappresenta invece le Sante Prassede e Pudenziana che raccolgono il sangue e i corpi dei martiri. Nello stesso anno il rivestimento di marmi rari e preziosi, di gusto antichizzante e di tradizione romana, fu messo in opera da Giovan Battista Della Porta: le paraste, in alabastro in quelle di ingresso e dell’altare e in verde antico nelle pareti laterali, sostengono la trabeazione in marmo giallo. Le specchiature quadrangolari alle pareti sono composte da frammenti di uno stesso marmo; alcune raffigurano emblemi e simboli ispirati all'antichità, ma anche allusivi alla famiglia committente, altre simboli religiosi, mentre quelle con i due vasi sulle pareti laterali della scarsella, simboleggiano le gesta della santa titolare, Pudenziana, che avrebbe raccolto il sangue dei martiri. L'altare presenta un rilievo marmoreo con la Adorazione dei Magi (1595 - 97 circa), eseguito da Pietro Paolo Olivieri probabile autore anche del progetto dell'altare, e terminato da Camillo Mariani con gli angeli reggistemma. Il monumento funebre del Cardinale Enrico Caetani (morto nel 1599) e quello del Duca Filippo Caetani (morto nel 1614) sono opera di Carlo Maderno.

## Sepolture nella basilica
- Cardinale francese Rainolfo de Monteruc 1351-1382.
- Cardinale Bonifazio Caetani 1567–1617
- Cardinale Lucien-Louis-Joseph-Napoléon Bonaparte  1828-1895